# ラッシ・ラッパライネン
ラッシ・ラッパライネン（フィンランド語: Lassi Lappalainen、1998年8月24日 - ）は、フィンランドのサッカー選手。フィンランド代表。コロンバス・クルー所属。ポジションはFW。

## クラブ歴
1998年、エスポーに生まれた。地元のエスポーン・パッロセウラでサッカーを始め、HJKヘルシンキの下部組織に移った。2015年にセカンドチームのクルビ04で選手デビュー。同年3月14日にフィンランド・リーグカップでトップチーム初出場も記録した。
2017年7月21日にロヴァニエメン・パロセウラに半年の期限付き移籍。その2日後の試合で途中出場し移籍後初出場となると、その5分後にはヴェイッカウスリーガ初得点を記録した。
2019年7月19日にセリエAのボローニャFCに完全移籍。HJK側はこの移籍について「（財政的に）とても大きな移籍金」を受け取り、額は「クラブ史上トップ7に入る」とコメントした。
同月25日にメジャーリーグサッカーのモントリオール・インパクトに半年の期限付き移籍。モントリオール・インパクト側に期限付き移籍期間を2020年6月30日、あるいは同年12月31日まで延長出来るオプションがつけられた。7月27日に移籍後初出場、首位相手の試合であったが2得点を決める鮮烈なデビューとなった。2021年12月3日に完全移籍となり、2024年末までの契約を結んだ。
2025年1月8日、コロンバス・クルーに移籍した。

## 代表歴
2019年1月8日に行われたスウェーデン代表との親善試合でスターティングメンバーとして出場し、フィンランドA代表初出場。68分に同郷でユースの後輩、同じくこの試合で代表デビューのサク・イラトゥパに交代した。